# Theis Jensen
Theis Jensen (født 5. august 1938 i København,[kilde mangler] død 13. januar 2018) var en autodidakt dansk jazztrompetist og -sanger. Theis Jensen begyndte at spille i 1952, og dyrkede med inspiration fra Louis Armstrong primært den ældre jazz. Han var medlem af Louisiana Jazzband 1952-55, Henrik Johansens Jazzband 1955-56 og Adrian Bentzons Orkester fra fra 1956 indtil han i 1963 sammen med basunisten Peter Elliot Nyegaard dannede Theis/Nyegaard Jazzband, der med klarinettisten Erik "Krølle" Andersen som tredje mand i blæsergruppen, eksisterede frem til Nyegaards død i 1990.

## Diskografi i udvalg
- Theis/Nyegaard Jazzband - Traditional jazz (optaget 1965 - Storyville SLP 800)
- Theis/Nyegaard Jazzband - Concert (optaget live i Göteborg 9/9 1969 - Storyville SLP 827)
- Theis/Nyegaard Jazzband (optaget live i Montmartre 16/6 1972 - Storyville SLP 227)
- Theis/Nyegaard Jazzband - Jazztage Hannover (optaget live 9. & 11/12 1977 - Metronome MR 302)
- Papa Bue's Viking Jazzband Featuring Theis Jensen – Live At Vingaarden (optaget i Vingården 27/10 1975 - Storyville SLP 405)

Udover sit virke indenfor den traditionelle jazz, indspillede Theis Jensen i 1980 også "Mand Mand" med tekster af broderen Jesper Jensen og musik af Fuzzy.
I 2002 udgav Theis Jensen erindringsbogen "Love & Jazz: 50 vidunderlige år i jazzens tjeneste"